# Bela Gabrić
Bela Gabrić (salaš Verušić kod Subotice, 10. ožujka 1921. – 4. kolovoza 2001.) je bio istaknuti bački hrvatski kulturni djelatnik, katolički publicist i pisac iz autonomne pokrajine Vojvodine, Republika Srbija. Veliki doprinos hrvatskoj kulturi je dao kao sakupljač hrvatskih bunjevačkih narodnih pjesama i običaja, čemu je posvetio svoj cijeli život.

## O Gabriću
Rodio se u 10. ožujka 1921. godine od roditelja Laze i Marije Tikvicki. 

Osnovno školovanje je imao u salašarskoj školi nedaleko od Subotice i u samoj Subotici.

Srednje školovanje je imao u isusovačkoj gimnaziji u Travniku i u varaždinskoj franjevačkoj klasičnoj gimnaziji, gdje je i 1942. završio srednju školu.

Potom odlazi na studij u Zagreb, gdje je na Filozofskom fakultetu studirao južnoslavenske književnosti, ruski jezik i povijest. Diplomirao je 1950.

Radio je u rodnoj Subotici idućih dvadeset godina kao profesor u srednjoj školi, a nakon toga u Gradskoj knjižnici kao bibliograf, sve do zatvaranja.
Nakon sloma "hrvatskog proljeća", i sam je bio žrtva "lova na vještice" u antihrvatskoj histeriji koja je potom uslijedila, kada su uhićivani hrvatski intelektualci koji su promicali hrvatsku kulturu i borili se protiv zatiranja hrvatskog duha, jezika i kulture, bez obzira na to što ti intelektualci nisu nikad govorili niti pisali protiv drugih naroda u SFRJ. 

20. lipnja 1972., jugoslavenske vlasti su ga uhitile pod optužbom da je širio nacionalnu mržnju, iako, kako je Gabrić rekao: "nisam nikada ništa napiso ili kazo protiv bilo kojeg naroda s kojim živimo. To je bila sezona 'lova na ljude' i pojedinci su se morali 'pofaliti' da su i oni našli 'narodne neprijatelje'. . 

Nakon uhićenja, odveden je u zatvor u Srijemskoj Mitrovici, u kojem je ostao do prosinca 1973. Potom ga je snašla sudbina svih utamničenih hrvatskih intelektualaca: uslijedilo je razdoblje za vrijeme kojeg nije nikako mogao dobiti posao, i to je razdoblje bilo dulje trajalo od njegove zatvorske kazne. Uspio se zaposliti 1978. i do umirovljenja 1984. je radio u Gradskom muzeju u Subotici.
Bio je članom odbora raznih hrvatskih manifestacija i ustanova: Dužijanca, Dani kruha i riječi, a od novinarskog rada, bio je član u uredničkom vijeću Zvonika, Bačkog klasja i Subotičke Danice, a pisao je i za crkvene listove.

Bio je urednikom većeg broja knjiga bačkih hrvatskih pisaca.
U Katoličkom institutu za kulturu, povijest i duhovnost "Ivan Antunović" je bio aktivni član.
Njemu u čast se zove i Hrvatsko društvo za pomoć učenicima.
Na 4. Danima Balinta Vujkova je otvorena Spomen-kuća Bele Gabrića, u kojoj je smještena Hrvatska čitaonica, Hrv. društvo za pomoć učenicima "Bela Gabrić" i Katolički institut za kulturu, povijest i duhovnost "Ivan Antunović".

## Nagrade i priznanja
Proglašen je počasnim građaninom Subotice.

Dobitnik je Papinskog odlikovanja Pro Ecclesia et Pontifice, kojeg mu je dodijelio Ivan Pavao II. 1990. za zasluge na području duhovne kulture.

Po riječima priređivača izdanja zbornika dramskih radova »Teška vrimena«, u kojeg su ušla izabrana kazališna djela trinaestorice Hrvata iz Podunavlja, velik poticaj u izradi tog zbornika su bila djela koja je sakupio prof. Bela Gabrić.

## Djela
- Hrvatska rič u Bačkoj

## Vanjske poveznice
- Razgovor u "Zvoniku"  Arhivirana inačica izvorne stranice od 27. rujna 2007. (Wayback Machine)
- Hrv. matica iseljenika  Arhivirana inačica izvorne stranice od 23. srpnja 2007. (Wayback Machine) IV. Dani Balinta Vujkova
- IKA Preminuo Bela Gabrić, 6. kolovoza 2001.